# 馬里迪州
馬里迪州（英語：Maridi）是南蘇丹曾经的一个州，位在該國西南部。人口148,100人（2014年），首府馬里迪，下轄2郡。

## 行政區劃
下轄2郡：
- 伊巴
- 馬里迪